# Scandinavium (bactérie)
Genre
Scandinavium est un genre de bacilles Gram négatifs de la famille des Enterobacteriaceae. Son nom fait référence à la Scandinavie, péninsule européenne où cette bactérie a été isolée pour la première fois.
En 2022 c'est un genre monospécifique, l'unique espèce connue Scandinavium goeteborgense Marathe et al. 2020 étant également l'espèce type du genre.